# 968 Petunia
968 Petunia là một tiểu hành tinh bay quanh Mặt Trời.